# Luca Jurman
Luca Jurman (Milano, 28 febbraio 1967) è un cantante, musicista, arrangiatore e produttore discografico italiano.

## Biografia
Ha iniziato lo studio del pianoforte a 4 anni e mezzo, coltivando una doppia passione tra musica classica e Jazz. Debutta giovanissimo a 13 anni come pianista jazz al "Ca' Bianca Club" di Milano  e al Capolinea Jazz Club con una nota formazione jazz. Ha poi intrapreso gli studi classici approdando al conservatorio di Milano per poi cambiare rotta e specializzarsi oltre oceano al Berklee College of Music di Boston, dove si è focalizzato nel canto Jazz e nel Soul/R&B. 
Cresciuto con i genitori amanti della musica di estrazione afro/americana ha sviluppato da giovanissimo la passione per il Gospel, che lo ha portato poi negli anni a recarsi per un periodo di studio a Boston. 
A 15 anni ha realizzato il suo primo jingle per "Asti Cinzano" a cui ne seguiranno nella sua carriera oltre 400 tra cui Coca Cola, TV Sorrisi e Canzoni, Fanta, Wrangler Jeans, Ringo (di cui lui cantava la colonna sonora insieme al cantante Michael Sweet), Levi's, Brooklin, Sky e quelli per la BMW, Opel, etc.
Non ancora maggiorenne comincia a collaborare nella realizzazione di album di artisti italiani e internazionali, affiancando anche la sua attività di arrangiatore e produttore sia vocale che musicale, che lo porta ancora minorenne ad accompagnare artisti in tour.
A 18 anni si è avvicinato allo studio per l'insegnamento del canto.
A 20 affianca lo studio della recitazione teatrale e dei rudimenti della danza per prepararsi alla direzione artistica di  Musical e concerti.
Ha occupato diverse posizioni nel mondo artistico: on stage (con concerti, in tv e in teatro), backstage (collaborazioni, produzioni e direzioni). 
Ha portato parallelamente avanti l'attività di vocal coach insegnante di canto nella sua scuola a Milano, frequentata da sempre da molti artisti che hanno costruito o perfezionato la loro carriera, oltre ad aver formato sin dall'inizio cantanti che nella loro carriera hanno conseguito successi e premi di unicità, come il suo storico allievo Alex Baroni, che ha studiato con lui 11 anni.
Nel 1995 è direttore del Musical Grease con Lorella Cuccarini.
Nel 1996 è corista del tour mondiale di Eros Ramazzotti. 
Nel 2001 è direttore Musicale, arrangiatore, pianista, cantante e chitarrista del tour Mondiale "The Best Of" di Laura Pausini.
Nel 2002 recita nel Film  Ricordati di me di Gabriele Muccino, e nello stesso anno viene chiamato come vocal trainer nella trasmissione Operazione Trionfo.
Nel 2007 è stato chiamato a fare da insegnante nel talent show Amici di Maria De Filippi, collaborazione che si è interrotta bruscamente nel 2011 durante un serale dove egli stesso abbandona il programma per alcuni motivi mai realmente chiariti. 
Tra i suoi allievi del talent: Marco Carta, Alessandra Amoroso, di cui è stato produttore nel suo album d'esordio, Valerio Scanu e Silvia Olari, di cui anche per lei è stato produttore, e Virgino. 
Nel 2008 Luca Jurman è diventato sostenitore della campagna Nastro Rosa per l'associazione LILT nella lotta contro il tumore al seno.
Nel 2016 Luca Jurman insieme ad Alberto Laurora fonda la Nazionale Artisti Ski Team, con lo scopo di "creare un futuro per i bambini con disabilità".

## Vocal Classes ® (Il metodo di Luca Jurman) , il libro.
Ha elaborato un innovativo metodo di insegnamento del canto, al centro delle sue Vocal classes che includono otto fattori fondamentali con alcuni sottoparametri chiamato l'Ottagono del Canto® composto da: 
- 1) Respirazione
- 2) Intonazione
- 3) Vibrato
- 4) Dinamica
- 5) Timbro
- 6) Ritmo
- 7) T-MT-R (Tensione-MezzaTensione-Rilascio)
- 8) Interpretazione
  - a) Analizzare il significato del testo
  - b) Vivere le emozioni in tempo reale
  - c) Comunicare emozioni [4][5]

Nel 2010 riceve un "Premio Mia Martini Speciale" per la sua carriera di cantante e musicista, oltre che di didatta e divulgatore dell'arte vocale
Nello stesso anno pubblica un libro per la DeAgostini dal titolo "Vocal Classes" L'evoluzione nel canto, che dopo poco diventa esaurito.
Il libro tratta spiegazioni molto approfondite sul canto, sul metodo innovativo,  e sul mondo della musica in Italia, spiegando differenze artistiche e contrattuali/commerciali. 
Libro ormai difficile da reperire e su cui sembra siano riportate alcune "scomode" verità, a tal punto da incuriosire gli appassionati.
Tra i suoi allievi più famosi annovera Alessandra Amoroso, Marco Carta, Alex Baroni, Irene Grandi, Simona Bencini (Dirotta su Cuba), Lorella Cuccarini, Roberta Faccani (voce dei Matia Bazar), Claudia Gerini, Annalisa Minetti, Michel Altieri, Chiara Iezzi (Paola & Chiara), Fabrizio Voghera, Arianna Bergamaschi, Paolo Meneguzzi, Beppe Dettori e Valerio Scanu.

## Collaborazioni e direzioni
Ha collaborato da giovanissimo come cantante compositore e musicista coi Fratelli La Bionda e con artisti nazionali e internazionali tra cui:
Laura Pausini, Eros Ramazzotti, Randy Crawford, Lucio Dalla, Grace Jones, Andrea Bocelli, Giorgia, Raf, Phil Collins, Ivana Spagna, Enrico Ruggeri, Fausto Leali, Renato Zero,  Lorella Cuccarini,  Zucchero, Gatto Panceri, Gigi Cifarelli,  Anna Oxa, Gianni Bella, Alexia, Mario Lavezzi, Mogol,  Adriano Celentano, Robert Palmer, Mario Biondi, Ornella Vanoni, Jovanotti, Fiordaliso, Steve Ferrone, Pino Daniele, Miguel Bosé,  Francesco Baccini, Nino Buonocore, Valter Vincenti e Alejandro Sanz..
Come direttore musicale e arrangiatore nel “Tour mondiale 2001/2002” di Laura Pausini. Riceve la nomination quale “migliore produttore vocale” nei “Latin Grammy Awards 2002" per il disco The Best of Laura Pausini - E ritorno da te, nomination che Jurman aveva già ricevuto nel 2000 per la sua collaborazione con Alejandro Sanz.
Ha duettato inoltre con Lorella Cuccarini in Portami via e con Marco Carta nella cover Vita, contenuta nell'album d'esordio Ti rincontrerò del cantante cagliaritano. Nel 2008, durante la trasmissione Amici di Maria De Filippi, duetta con Valerio Scanu in That's What Friends are for, e successivamente in vari live reciproci in altre cover. Nel novembre 2009 incide un duetto con la cantante Ivana Spagna, una reinterpretazione della colonna sonora del film Disney La bella e la bestia.

## Teatro - Cinema - Live
Cura la direzione vocale dei musical Grease (attrice protagonista Lorella Cuccarini) e Beatrice ed Isidoro (per la regia di Maurizio Colombi e Franco Miseria), nel quale esordisce come attore nel 2001 nel ruolo di Lord Brummel. Recita inoltre in Jesus Christ Superstar (regia di Massimo Romeo Piparo) nel ruolo di Judas. Nel 2008/2009 è supervisore artistico insieme con Arturo Brachetti del musical Peter Pan per la regia di Maurizio Colombi.
Esordisce come attore di cinema nel 2002 con un cameo d'eccezione nel film Ricordati di me, per la regia di Gabriele Muccino..
Ha all'attivo anche un'attività on-stage come cantante solista. Dal 2006 ha intensificato i suoi concerti nel tempio della musica jazz e blues: il Blue Note di Milano.

## Esperienze tv
Ha partecipato a diverse trasmissioni tra cui Festivalbar, Buona Domenica, Festival italiano, Un disco per l'estate, Festival di Napoli.
Nel 2002 è vocal trainer nel talent-show Operazione trionfo.
La sua popolarità mediatica aumenta con la partecipazione al talent show Amici di Maria De Filippi, nelle vesti di vocal coach dal 2007 al 2011. Tra i suoi allievi del talent: Marco Carta (vincitore del Festival di Sanremo 2009), Alessandra Amoroso (di cui è produttore vocale nel suo album d'esordio Stupida), Valerio Scanu (vincitore del Festival di Sanremo 2010) e Silvia Olari (di cui ha prodotto l'omonimo EP d'esordio per la Warner Music). È stato inoltre vocal coach nel programma televisivo Lasciami cantare!.

## Discografia
- Unplugged (Sony BMG): risale al 2004 ed è un lavoro live di sole cover, riarrangiate in chiave soul dallo stesso Jurman con il supporto della sua band.
- Il secondo album, Back to Luca Jurman, è anticipato a fine 2007 dal singolo Nera (il cui video, diretto dal regista Gabriele Muccino, riceve il premio Premio Roma Videoclip). L'album, che evidenzia la predilezione del cantante verso R&B, soul e motown, include una serie di brani inediti in lingua italiana e uno in inglese; inoltre contiene alcune cover del suo repertorio. Il cd contiene anche un duetto con gli Incognito, precursori dell'acid jazz.[12].
- Live in Blue Note Milano (Nar International), un doppio-cd live, pubblicato nel 2009. Le venti tracce riarrangiate dell'album sono state registrate nel tempio milanese del jazz durante i concerti che l'artista ha tenuto.[13]
- Jazz for Christmas, uscito nel 2012.